# Ouled Ammar
Ouled Ammar è un comune dell'Algeria, situato nella provincia di Batna.